# Gamou (Niger)
Gamou est une commune rurale du Niger, département de Gouré, région de Zinder. Elle a pour chef-lieu la localité de Birni Kazoé.

## Géographie
La commune s'étend au nord-ouest du chef-lieu départemental Gouré.
| Alakoss | Kellé     | Kellé |
| Moa     | Gamou     | Gouré |
|         | Guidiguir | Gouré |

## Histoire
La commune rurale de Gamou instaurée en 2002 est issue du canton de Gamou. 

## Population
Lors du recensement général de 2012, la population communale est relevée à 23 218 habitants, dont 7 500 habitants pour la localité principale, Birni Kazoé.

## Localités
La commune s'étend sur 26 villages et 5 hameaux au nord-ouest du département de Gouré.

## Services et infrastructures
- Centre de Santé Intégré (CSI) à Birni Kazoé[5].
- Collège d'enseignement général (CEG) à Birni Kazoé, Centre de formation des métiers (CFM) à Birni Kazoé.